# ليوناردو سانتوس (كرة يد)
ليوناردو سانتوس مواليد 30 مايو 1994 في مارينغا، البرازيل، هو لاعب كرة يد برازيلي يلعب كظهير أيسر. يلعب حاليا مع أديمار ليون ويحمل الرقم 13. مثل منتخب البرازيل لكرة اليد. شارك في دورة الألعاب الأولمبية الصيفية سنة 2016.

## سجل المنافسة
شارك في البطولات التالية:
- الألعاب الأولمبية الصيفية 2016

## روابط خارجية
- ليوناردو سانتوس على موقع أوليمبيديا (الإنجليزية)
- ليوناردو سانتوس على موقع اللجنة الأولمبية البرازيلية (البرتغالية)